# Arta populară japoneză
Obiectele de artă populară japoneză, 民芸 (mingei?) sunt obiectele de artă folosite în viața de toate zilele. Termenul mingei se referă și la mișcarea inițiată de către Muneyoshi Yanagi (1889-1961), care a folosit termenul pentru prima dată în 1926.
Obiectele numite astăzi mingei au fost în marea lor majoritate confecționate prima dată în era Muromachi (1333-1568), când stilul de viață tradițional a devenit răspândit: tipul de arhitectură numit shoin-zukuri a fost perfecționat, și tehnicile de lăcuit și ceramică s-au dezvoltat mult. Un alt factor a fost popularizarea ceremoniei ceaiului începând cu era Muromachi până în era Azuchi-Momoyama (1568-1600). În a doua jumătate a erei Edo (1600-1868) producători de obiecte de ceramică și de textile au avut o perioadă de înflorire, multe obiecte din acea perioadă supraviețuind până în ziua de astăzi.

## Ceramica
În Okinawa obiectele de ceramică cele mai cunoscute sunt cele de tipul Tsuboya, în Kyūshū cele de tipul Karatsu, Agano și Takatori, tehnicile fiind învâțate de la ceramiștii coreeni. Alte tipuri de calitate superioară sunt cele din Imari (Arita), Koishiwara și Onta. În regiunea Shikoku, ceramica de tip Tobe este bine-cunoscută. În regiunea Chũgoku, cele de tip Fushina, Ushinoto sau Bizen. În regiunea Kinki, cele de tip Tamba, Kyoto, Shigaraki și Iga, în regiunea Chũbu, cele de tip Seto și Mino, iar în regiunea Kantō cele de tip Kasama.
Localitatea Mashiko, (Prefectura Tochigi) centrul mișcării de artizanat, este cunoscută pentru ceramica de tip Mashiko.

## Obiecte de artizanat dinlemnsaubambus
Acestea includ obiecte lăcuite numite ryūkyū-nuri (din Okinawa), ikkambari uchiwa (evantaie confecționate cu un strat de lac dat peste un cadru de hârtie) din regiunea Shikoku; yanagi-gōri (cufere din împletituri de răchită) din regiunea San’in; funadansu (cufere de voiaj cu vaporul) din Prefectura Niigata, folosite în era Edo de vasele ce circulau între Osaka și nordul Japoniei; shunkei-nuri din localitatea Takayama (Prefectura Gifu) etc.

## Obiecte de metal
Include articole de fierărie și unelte de tâmplărie din localitatea Miki (Prefectura Hyōgo), articole de fontă turnată tip Nambu din localitatea Sendai (Prefectura Miyagi) și briciuri și alte unelte de tăiat din localitatea Seki (Prefectura Gifu).

## Vopsit, țesut și plăpumărit
Stofe cunoscute sunt cele de tip bingata (textile vopsite la suprafață) și bashō (abaca) din Okinawa; stofă de in tip jōfu din Prefectura Kagoshima, kurume-gasuri (stofă ikat) din Prefectura Fukuoka; iyo-gasuri (stofă ikat) din Prefectura Ehime; ai (indigo) din Prefectura Tokushima- mai demult prețuită ca awa-ai, un colorant natural; saki-ori (țesut din fâșii de haine vechi) din regiunile Hokuriku și Tōhoku, etc.

## Hârtie
Washi, hârtia japoneză, mai demult confecționată în toată Japonia, este actualmente folosită foarte rar în viața zilnică. Se mai produce și acum tosa-gami (în Prefectura Kōchi), Sekishū hanshi-gami și izumo-gami din Prefectura Shimane, Ise katagami (din localitatea Suzuka, Prefectura Mie), Echizen hōsho-gami și torinoko-gami din Prefectura Fukui etc.

## Pictura și sculptura
Multe tipuri de picturi și sculpturi religioase sunt considerate mingei, cu toate că experții au opinii diferite referitor la ce este mingei și ce nu este mingei. Yanagi, de exemplu, consideră că picturile ōtsu-e sunt mingei, dar ukiyo-e nu.

## Galerie

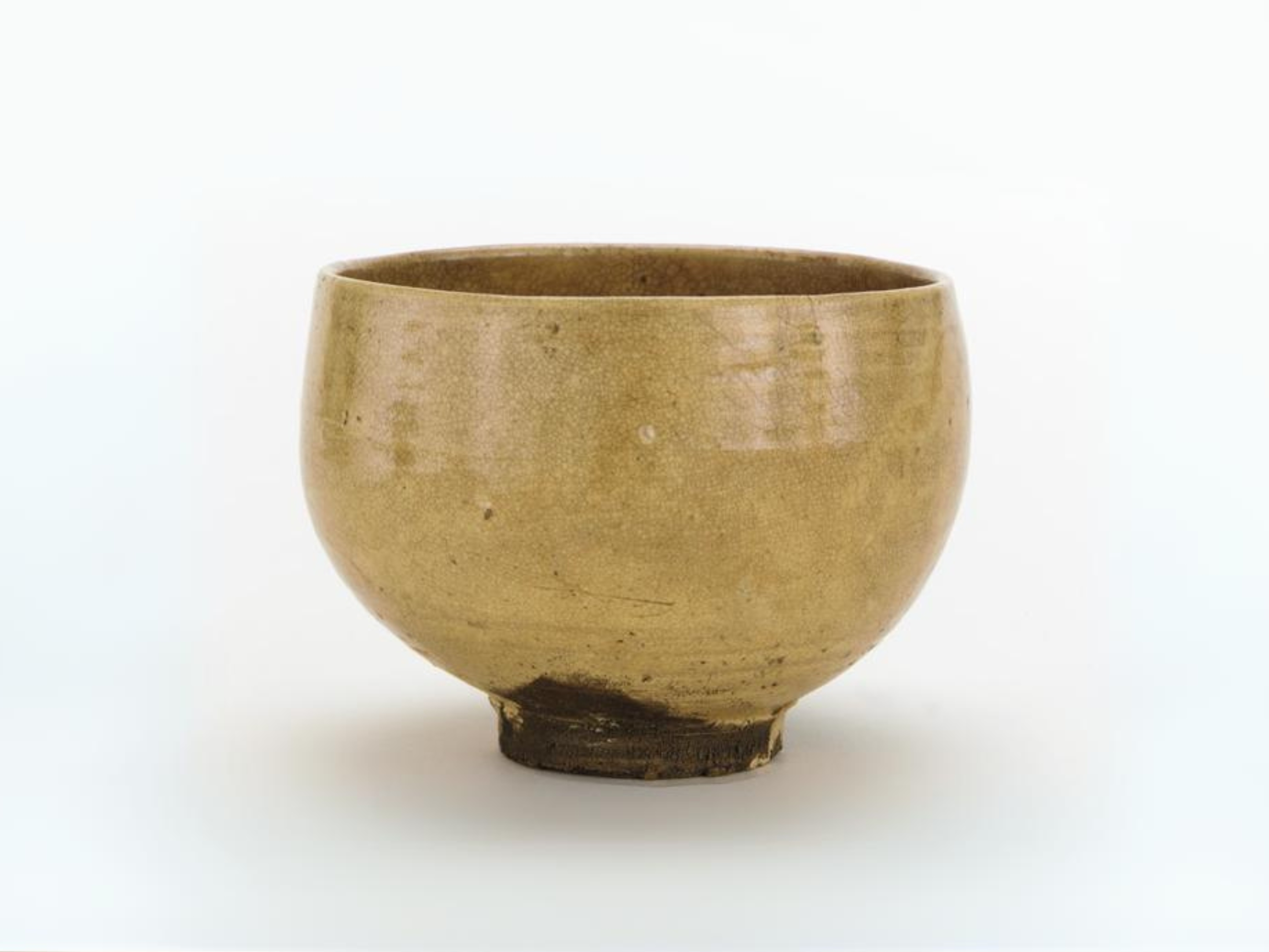
Ceramică Hagi
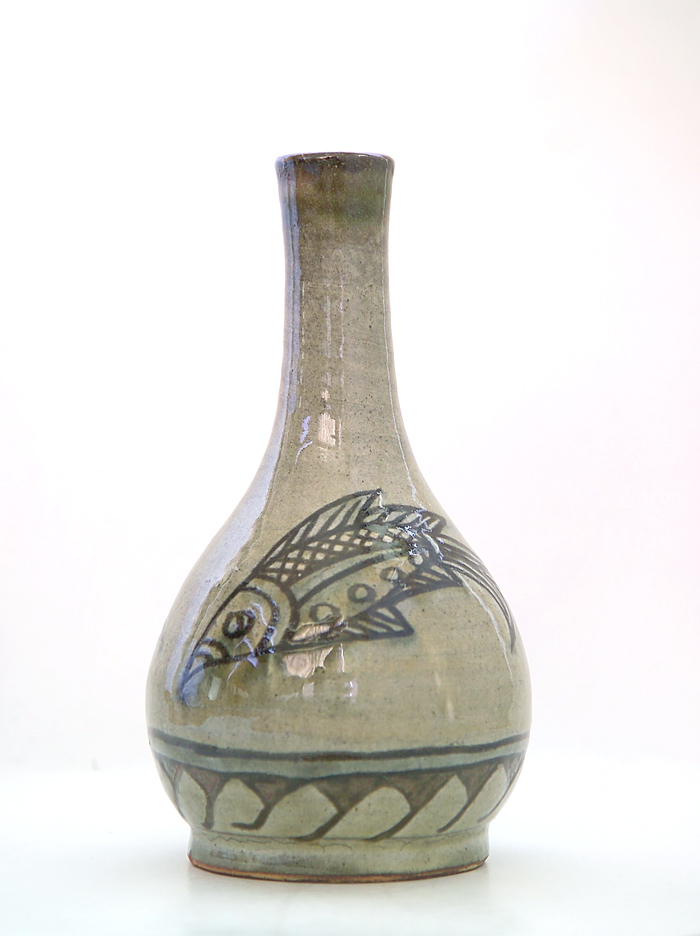
Ceramică Kinjo
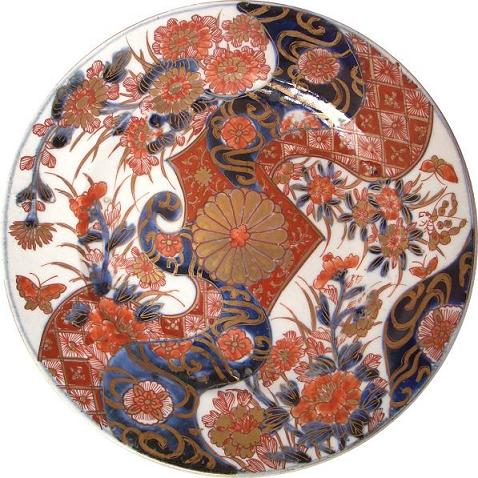
Ceramică Imari
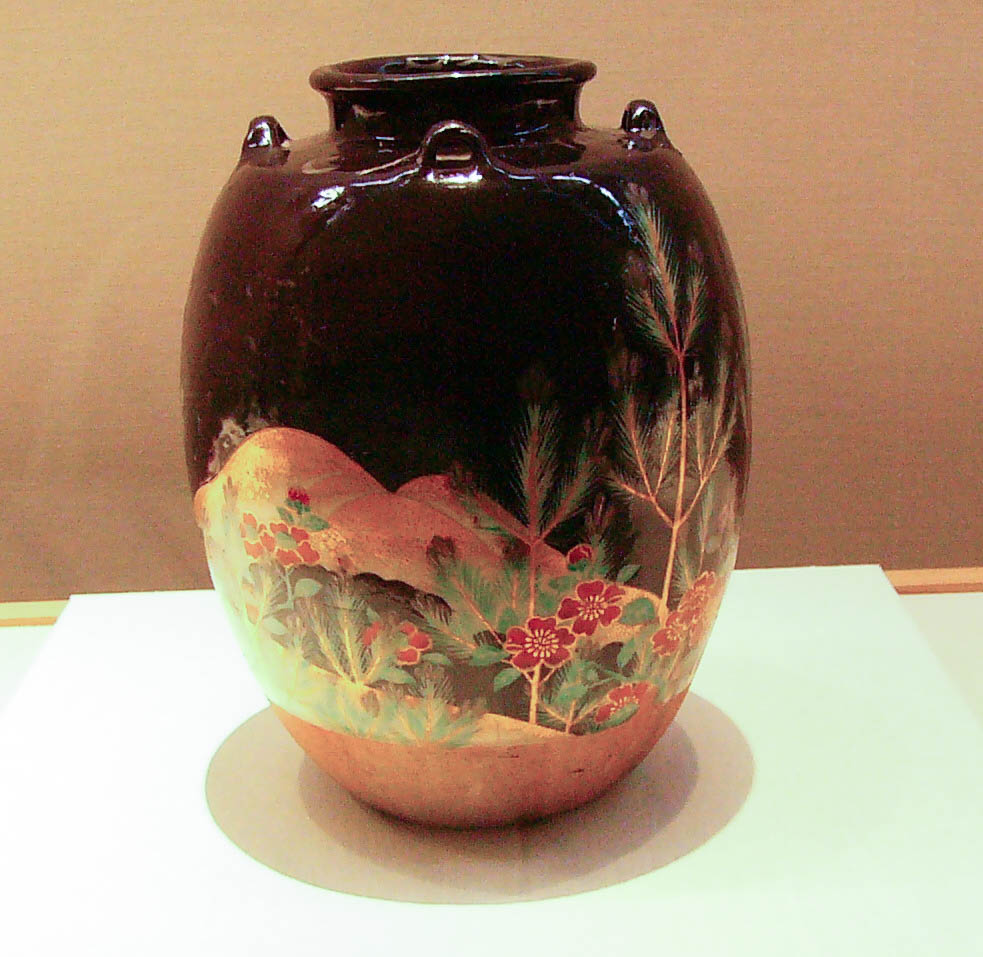
Ceramică Ninsei
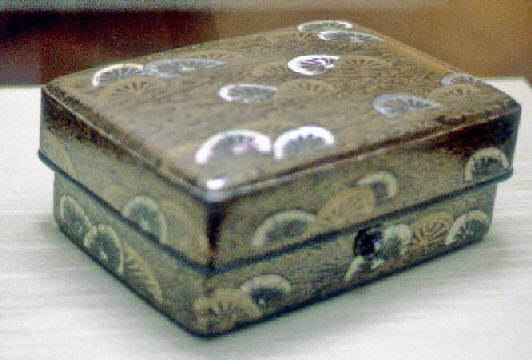
Cutie lăcuită
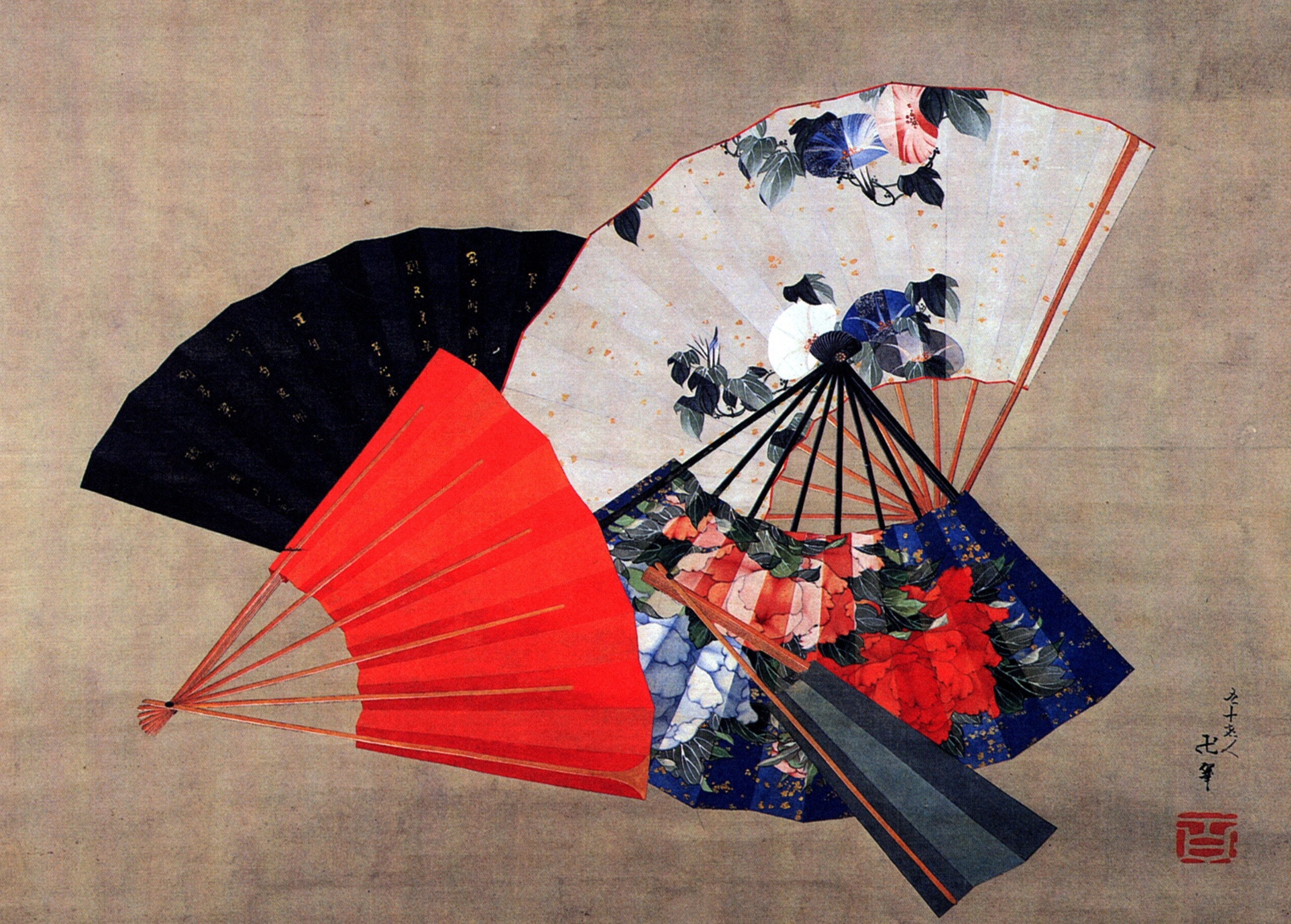
Evantaie
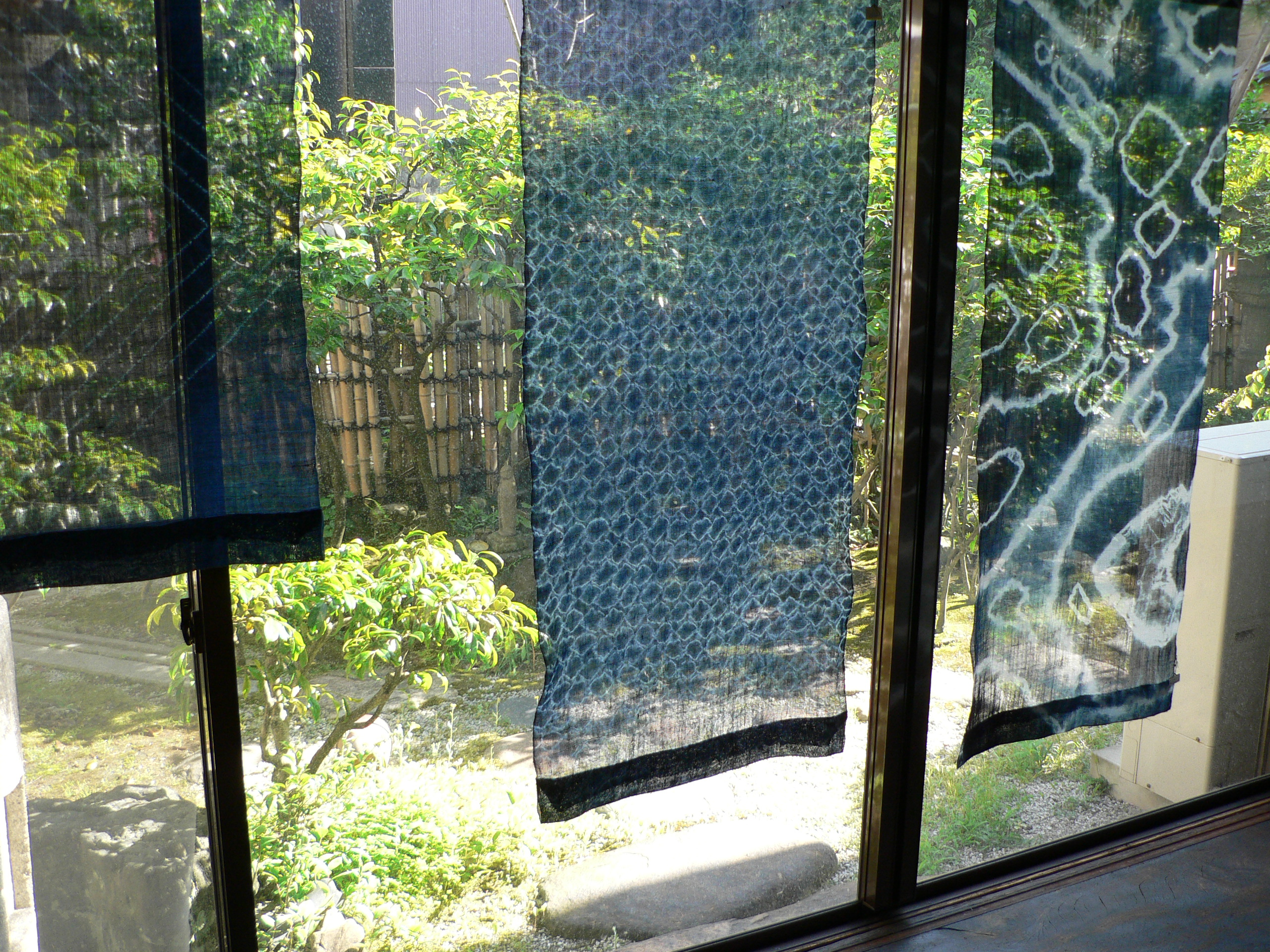
Stofă vopsită cu indigo
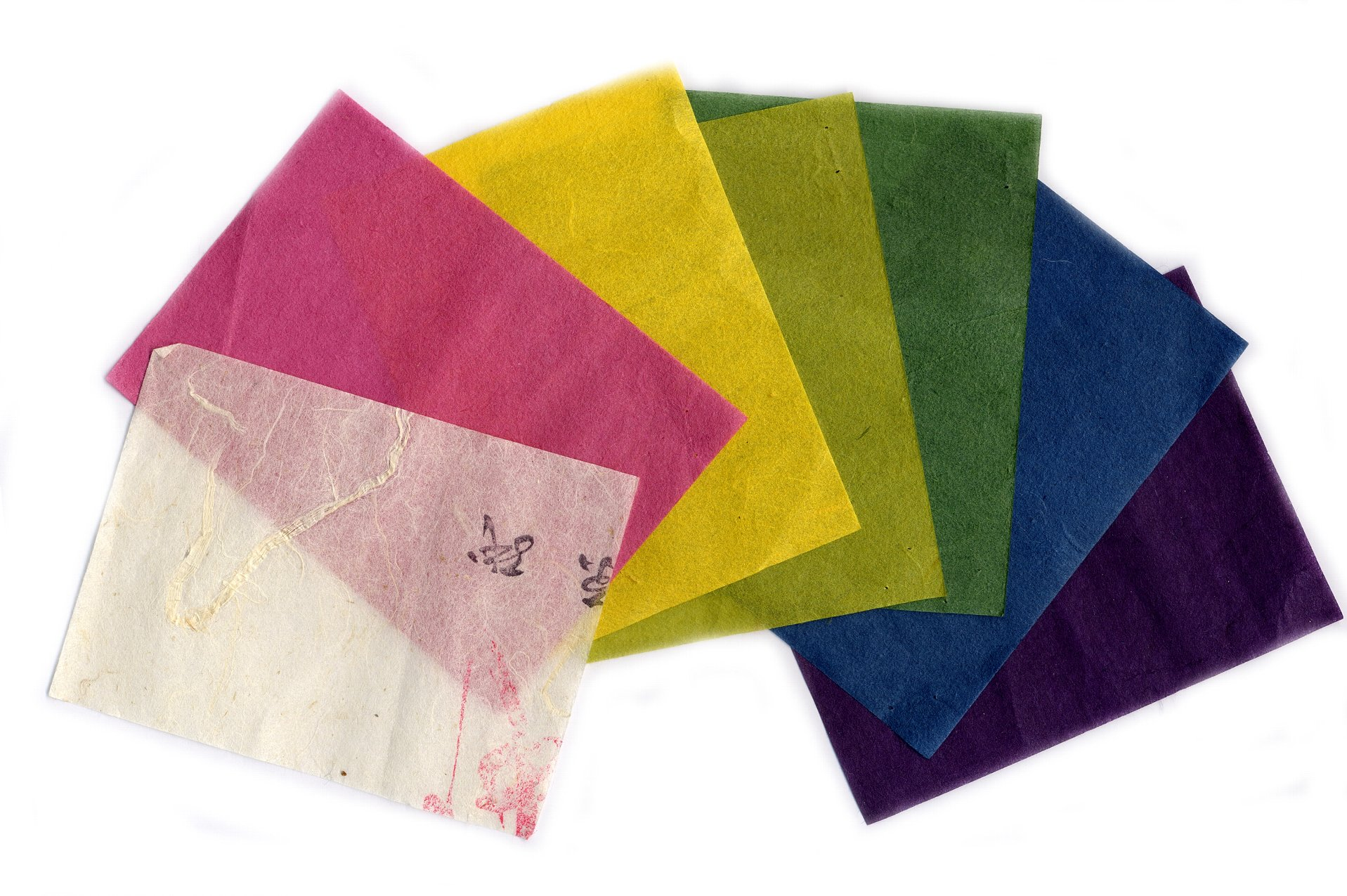
Hârtie washi